# یواس‌اس موریس‌تاون (آی‌دی-۳۵۸۰)
یواس‌اس موریس‌تاون (آی‌دی-۳۵۸۰) (به انگلیسی: USS Morristown (ID-3580)) یک کشتی بود که طول آن ۳۹۲ فوت ۰ اینچ (۱۱۹٫۴۸ متر) بود. این کشتی در سال ۱۹۱۸ ساخته شد.